# 御門訴事件
御門訴事件（ごもんそじけん）とは、明治3年（1870年）に武蔵野12村の農民数百名が品川県庁へ門訴を決行し、武力鎮圧されたうえで首謀者らが投獄された事件。

## 背景
明治維新は慶応3年（1867年）から3年連続した不作と時期的に重なっており、とりわけ東日本の旧幕府領では農民の経済的・政治的不満が高まり農民一揆が頻発していた。農民の反政府闘争は明治新政府の崩壊に繋がりかねないため、新政府は直轄地に対して凶荒予防を督励した。しかし新政府は財源が乏しく、この政策自体が民衆の負担増加となり、御門訴事件はそれが顕在化した事例である。
品川県では明治2年11月（1869年12月）に、凶作飢饉対策として県下の農民に米の供出を命じる社倉政策を布達した。持ち高5石以上のものは1石につき2升（2%）、それ以下は1軒あたり1升5合から4升を供出させ、県が管理のうえ凶作時に放出するというものであった。しかし旧幕府時代の社倉が主に富裕農民が出穀し村の自治に委ねられることが多かったのに対し、全農民から供出を強要したうえ品川県が管理運用するという制度は、説得力を持たなかった。農民からすれば、取りたてられるだけで還元される保証がない、実質的な増税と受け止められたのである。

## 12か村
御門訴事件の主体となった12か村は、いずれも享保の改革で開発された新田村落で、田無村組合に属していた。
- 上保谷新田（西東京市）
- 関前新田（武蔵野市）
- 梶野新田（小金井市）
- 関野新田（小金井市）
- 鈴木新田（小平市）
- 大沼田新田（小平市）
- 野中新田与右衛門組（小平市）
- 野中新田善左衛門組（小平市）
- 野中新田六左衛門組（国分寺市）
- 戸倉新田（国分寺市）
- 内藤新田（国分寺市）
- 柳窪新田（東久留米市）

## 経過

### 村役人の嘆願
社倉政策が布達されたのは明治2年11月で、品川県の勧農方役人が組合村寄場に出張し、村々の村役人を招集して伝達が行われた。村役人らはいったん承諾して帰村したものの、小前百姓層はこれに反対して出穀免除の歎願書を提出することを要求。野中新田の名主定右衛門と関前新田の名主忠左衛門らが中心となり、上記12か村に田無新田（西東京市）を加えた13か村の村役人が全員連名で歎願書を提出することになった。歎願書には、地力が低く金肥を多量に使用しなければならず、旧幕府時代には肥料代を年貢から差し引くなどの保護を受けてもなお破産する者が多かったところ、物価高騰により施肥もできず、そのうえ凶作続きで困窮している旨が述べられている。
これを受けて品川県は12月3日（1870年1月4日）に勧農方の荒木源左衛門・矢部貞蔵の2名を田無村へ派遣して説得させた。村役人側は抵抗し妥協案として5石以下は全員免除を提案、勧農方はいったん拒否したものの承認せざるを得なかった。しかし小前百姓らがこの妥協案を承服せず、村役人たちは12月5日にふたたび全員免除の歎願書を提出した。翌々日の7日に荒木源左衛門が再度派遣され、村役人らとの交渉のあと困窮百姓のみ免除し、全体ではおおよそ3分の1の出穀高への軽減という妥協が成立した。
ところがこの妥協案は県知事古賀定雄により否認され、荒木源左衛門は解雇された。12月18日に権大属の西村小助が田無村に派遣され、当初の命令通りの出穀を厳命した。この折りに田無新田は脱落したが、残る12か村の村役人と小前百姓の惣代は20日に関野新田の真蔵院で会合し、荒木源左衛門と妥結した出穀高を要求する歎願書を22日に提出した。24日に関前新田の名主忠左衛門、上保谷新田の名主伊左衛門、野中新田の名主定右衛門（病気のため倅の忠造と組頭権兵衛が出頭）が呼び出され、26日夕刻に古賀定雄をはじめとする県幹部が説得するも承服せず、忠左衛門と伊左衛門が「宿預」として抑留された。

### 門訴
名主2名の抑留を受け門訴の決行が取り決められ、12月28日に小前百姓らは田無村に集結し行進を開始した。一方で勧農方役人も田無村に入っており引き返すように説得を行い、行進は淀橋あたりまで到達したものの田無村まで戻ることになる。このとき勧農方役人は身命を賭してでも聞き届けさせると説得し、小前百姓らは荒木案の実施と名主2名の開放を条件に帰村することになった。
しかし状況が変わらぬまま年が明け、明治3年1月8日（1870年2月8日）に12か村の村役人全員が県役所へ招集させられ、当初どおりの全員出穀を命じられた。村役人らはこれを拒否し全員が「宿預」となるが、10日には忠左衛門と伊左衛門を含む全員が帰村を許された。全員抑留が村方に伝えられると再度の門訴へ向けて動き始めたため、これを抑えるために全員帰村となったのだが、村役人らは帰村途中で門訴決行を知ることとなった。
明治3年1月10日（1870年2月10日）夕刻に12か村の小前百姓らが田無村に集結し行進をはじめた。村役人らは内藤新宿町の名主高松喜兵衛に門訴の差し止めを依頼し、高松は近在の村役人たちに行進の阻止を指示するとともに、太政官、民部省、品川県へ事態の進行を通報した。この段階になると、徳川家の浪人が煽動しているなどの風説が流れ、新政府は兵隊を出動させ、四谷や淀橋を封鎖する厳重な防備を固めた。門訴の一行は淀橋で遮られ、中野に戻って落合、雑司ヶ谷、小石川と進んで、昌平橋を渡り、日本橋浜町の品川県庁へ到達した。一同は門外で全員免除の歎願を行ったが、門内より多数の兵士が切り込む事態となり、多数が負傷し51名が捕縛された。

## 処罰
1月13日から農民らが続々逮捕され、拷問を含む取り調べが行われた。この折には「たとえ12か新田がもとの原野になろうとも県の規則を決行するのが知事の意志」と言い渡されたという。捜査の過程で、12月20日の真蔵院での会合で作られた誓約書が押収され、そこに連盟した村役人や小前惣代らが責任を負う形となった。最終的に明治4年2月27日（1871年4月16日）に15名の村役人に処罰を言い渡され、その大半は役儀取り上げの上「屹度御叱」程度であったが、それまでに指導者と目された者は獄死していた。

## その後
門訴により農民たちの願いは聞き届けられ、明治3年・4年の社倉出穀高はほぼ荒木案の通りとなったようである。しかし、嘆願や宿預となった際の滞在費などは高額で、出穀高そのものをはるかに上回る経済的負担となった。
品川県の社倉制度は5年間積み立てる予定であったが、明治4年（1871年）の府県統合により中止され、12か村分については神奈川県へと移管されることになった。その後返還を求める訴訟へと繋がっていく。